# モーリス・ジーグ
モーリス・ジーグ（Maurice Guigue、1912年8月4日 - 2011年2月27日）は、フランスのサッカー審判員。
スウェーデンで開催された1958 FIFAワールドカップの審判の一人に選ばれており、決勝のブラジル対スウェーデン戦で主審を務めた。